# Prostřední Heřmanický rybník
Prostřední Heřmanický rybník je rybník o rozloze vodní plochy asi 4,4 ha, zhruba obdélníkovitého tvaru o rozměrech asi 500 × 100 m, nalézající se na Sloupnickém potoce asi 1,3 km severozápadně od centra obce České Heřmanice v okrese Ústí nad Orlicí. Je součástí rybniční soustavy sestávající ze tří rybníků – zbývajícími rybníky jsou Dolní Heřmanický rybník, Horní Heřmanický rybník. Zakreslen je již na mapovém listě č. 149 z prvního vojenského mapování z let 1764–1768.
Rybník je využíván pro chov ryb.

## Galerie

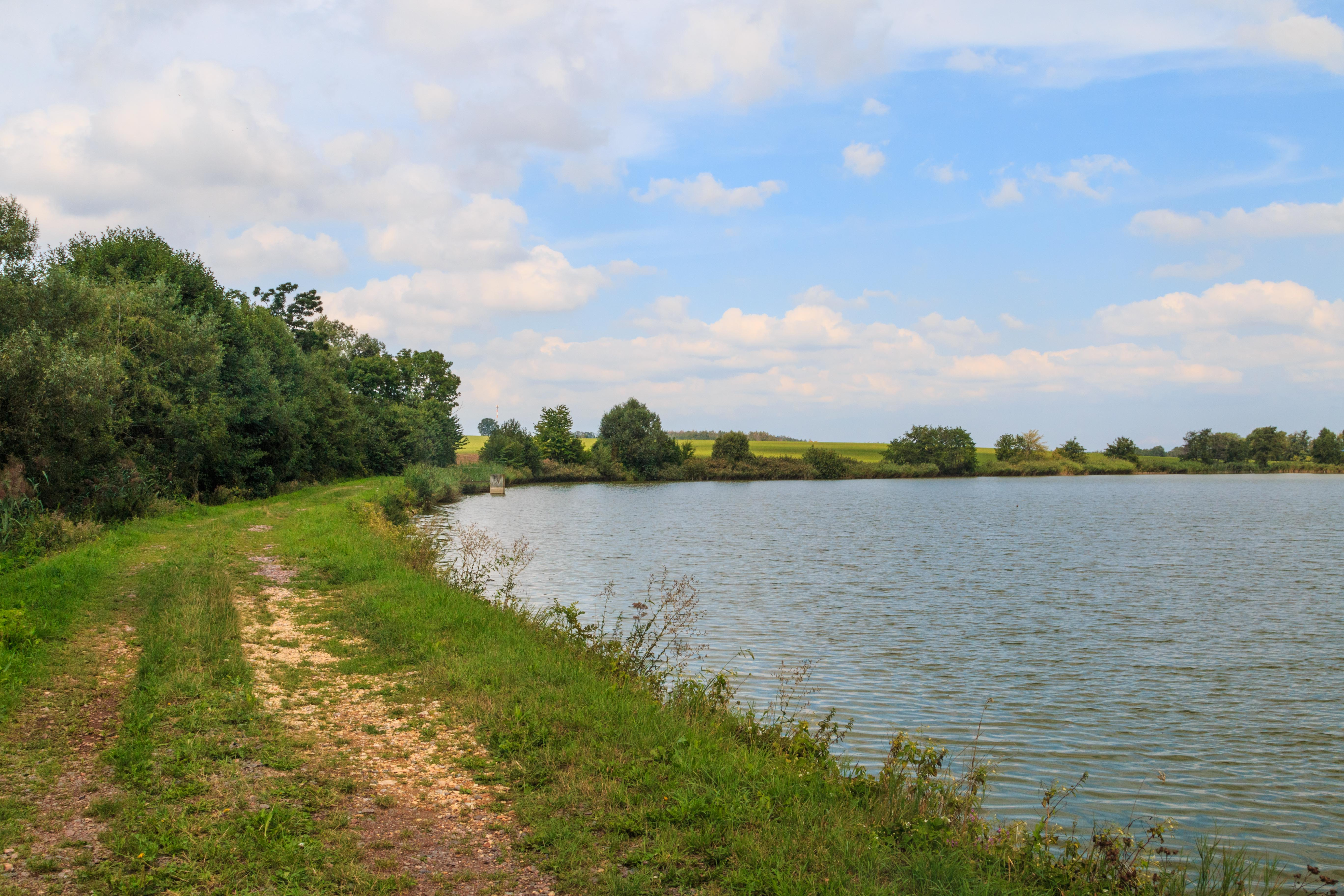
Pohled na Prostřední Heřmanický rybník
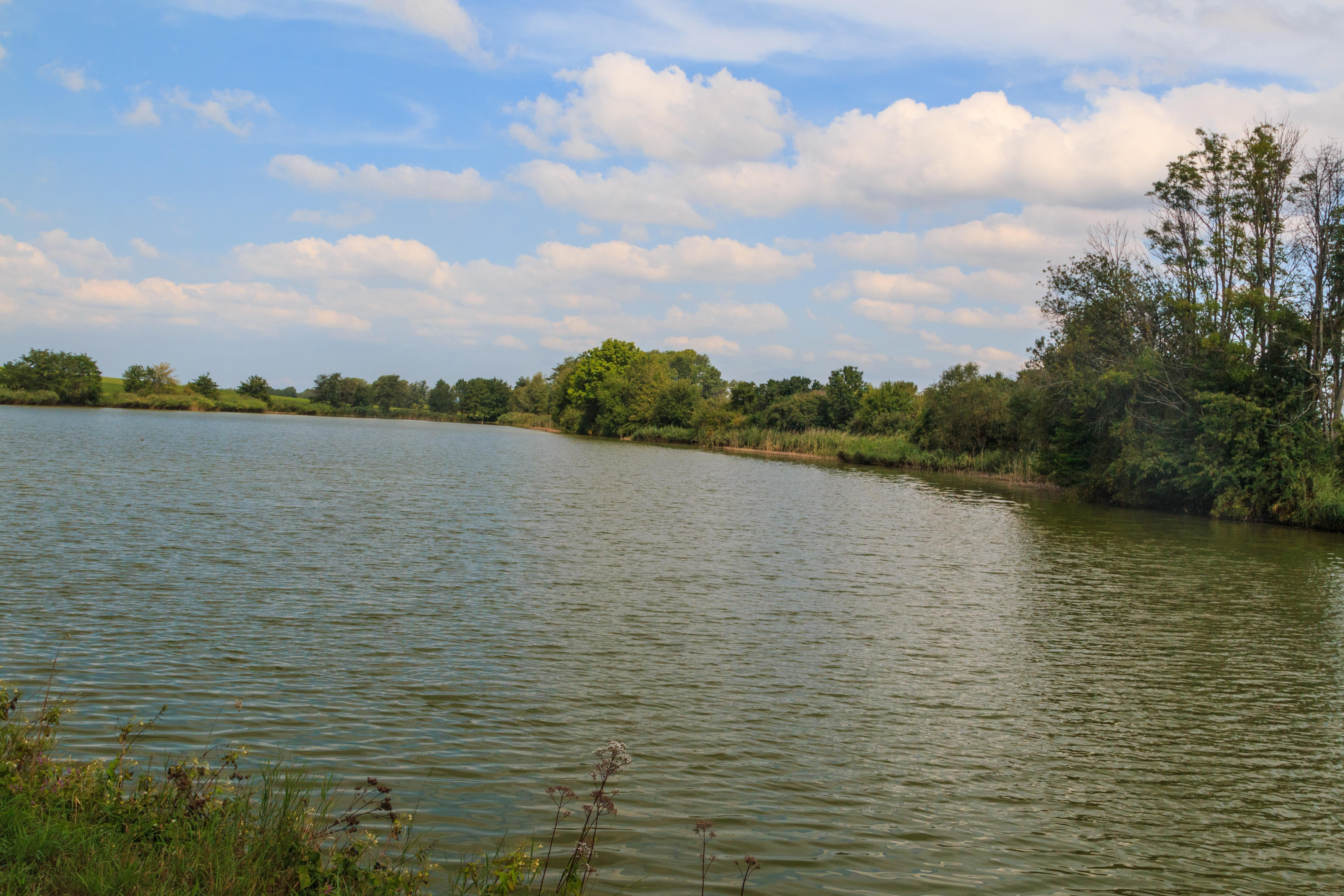
Pohled na Prostřední Heřmanický rybník
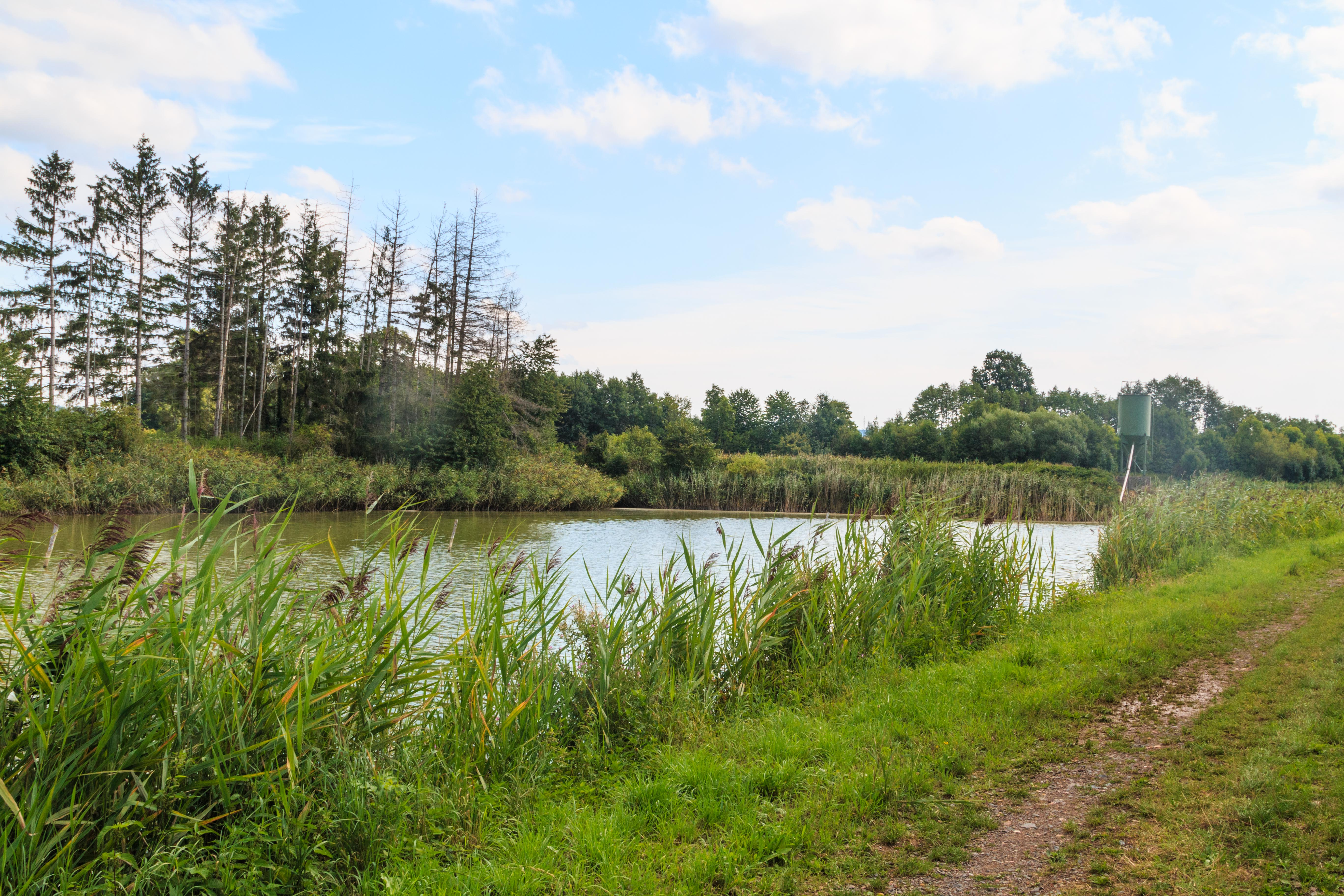
Pohled na Prostřední Heřmanický rybník